# Nawel Ben Kraïem
Nawel Ben Kraïem, född 8 april 1988, är en fransk-tunisisk sångare-låtskrivare. Hon växte upp i Tunisien tills hon var 16 år, då hon flyttade till Paris.

## Diskografi
- 2009: Mama Please
- 2016: Navigue
- 2017: Méditerranéennes (samarbete med bland andra Julie Zenatti)

## Filmer
- 2012: Indignados av Tony Gatlif
- 2012: Je ne suis pas mort av Mehdi Ben Attia
- 2017: L'Amour des hommes av Mehdi Ben Attia

## Filmmusik
- 2011: Yasmine et la révolution
- 2015: Voiler la face